# Am Kirberger Loch
Das Naturschutzgebiet Am Kirberger Loch liegt auf dem Gebiet der Stadt Monheim am Rhein im Kreis Mettmann in Nordrhein-Westfalen.
Das Gebiet liegt nordwestlich der Kernstadt von Monheim am Rhein am Ufer des westlich fließenden Rheins. Es wird völlig umschlossen von dem 78 ha großen Naturschutzgebiet Urdenbacher Altrhein und Baumberger Aue mit der Kennung ME-044. Weiter nördlich liegt das 324 ha große Naturschutzgebiet Urdenbacher Kämpen mit der Kennung D-003 auf Düsseldorfer Stadtgebiet.

## Beschreibung
Laut Landschaftsplan des Kreises Mettmann liegt das Gebiet

„vollständig innerhalb des FFH-Gebietes „Urdenbach - Kirberger Loch - Zonser Grind“ (4807-301), das sich auch auf angrenzende Flächen in Düsseldorf und im Kreis Neuss erstreckt. Es ist Teil eines landesweit bedeutsamen Rheinauenabschnitts und beherbergt naturnahe Auenelemente wie Weichholzauenwaldrelikte, Altarmreste mit zeitweilig trockenfallenden Schlammfluren, Röhrichte, Hochstaudenfluren, Flutrasen, aber auch vom Menschen geprägten Lebensräume wie Feuchtwiesen und Feuchtweiden.“

Das Naturschutzgebiet besitzt überregionale Bedeutung und ist in das Natura 2000 Biotopnetz eingebunden, weil es besonders schützenswerte und gefährdete Lebensräume und Tier- und Pflanzenarten beherbergt. Hierbei handelt es sich um folgende Lebensräume und
Arten:
- Natürliche eutrophe Seen und Altarme,
- Erlen-Eschen- und Weichholz-Auenwälder,
- Kammmolch,
- Eisvogel,
- Krickente,
- Schwarzmilan,
- Abendsegler,
- Zwergfledermaus,
- Rohrdommel.

An gefährdeten Pflanzenarten, die im Gebiet heimisch sind, wären hervorzuheben:
- Schwarzpappel und
- Gelbe Wiesenraute.[3][4]

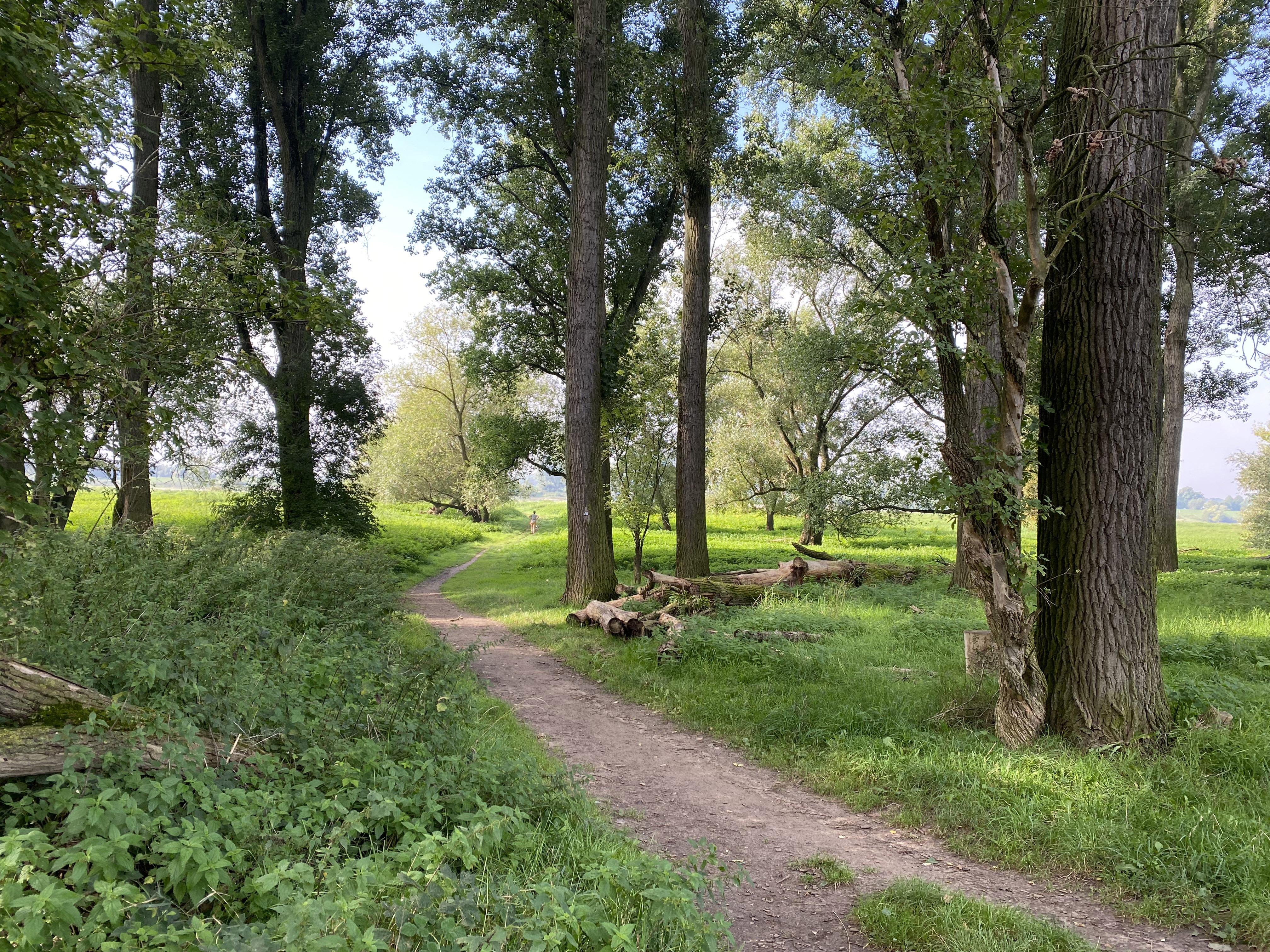
Verbindungsweg zum Rheinufer am nördl. Ende des NSG
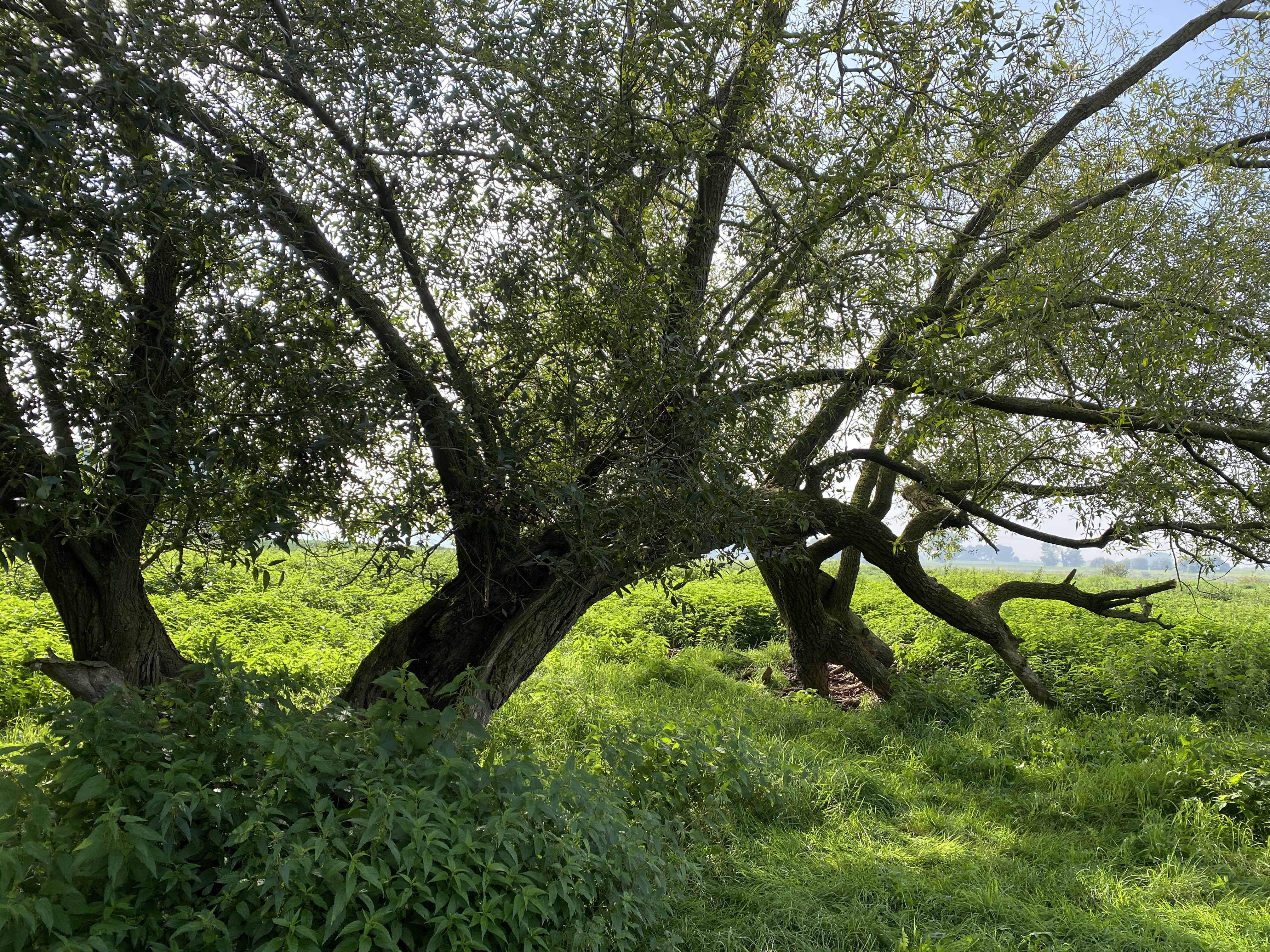
Alte, gebrochene Weide
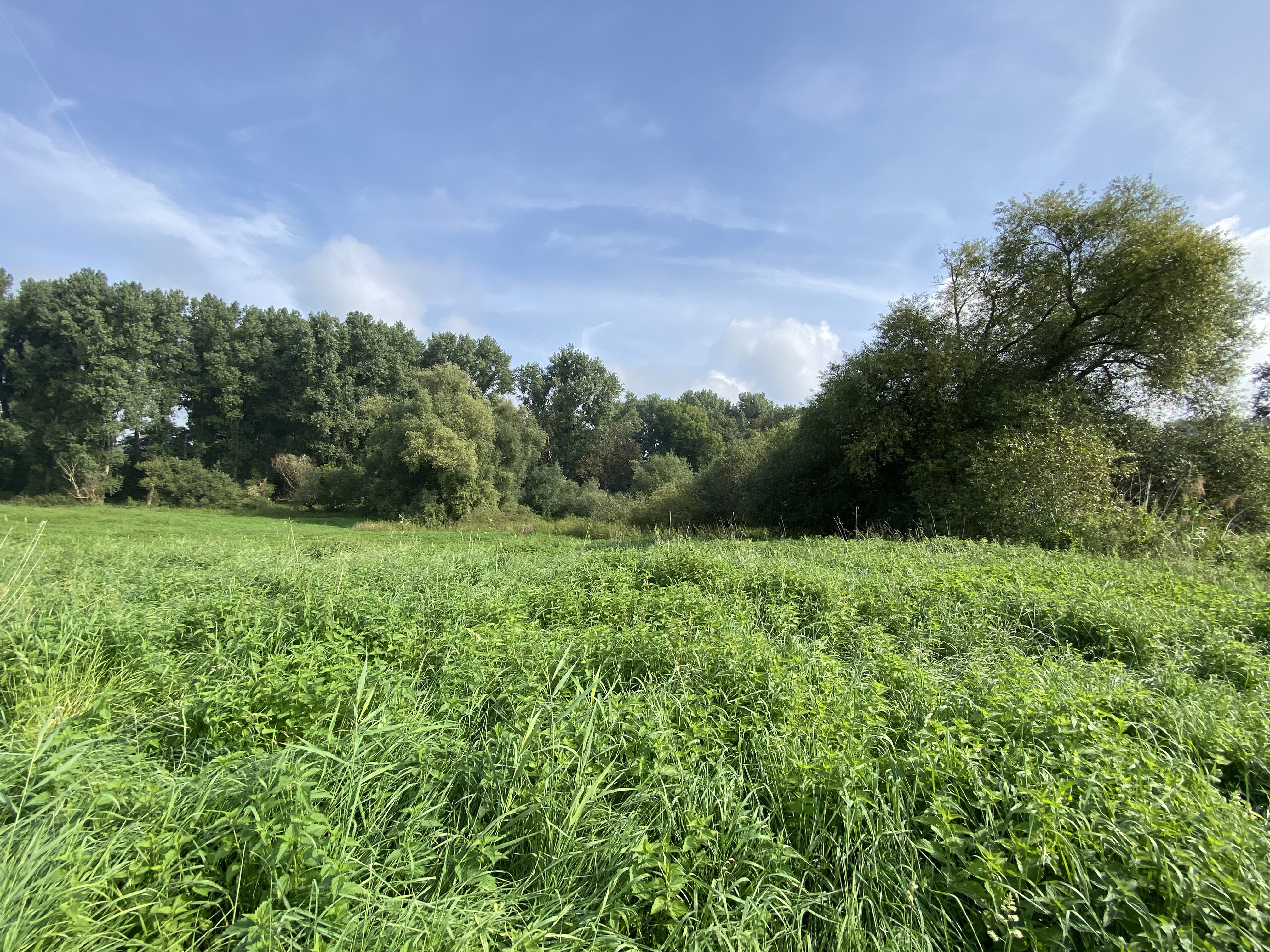
Blick auf das Zentrum des NSG
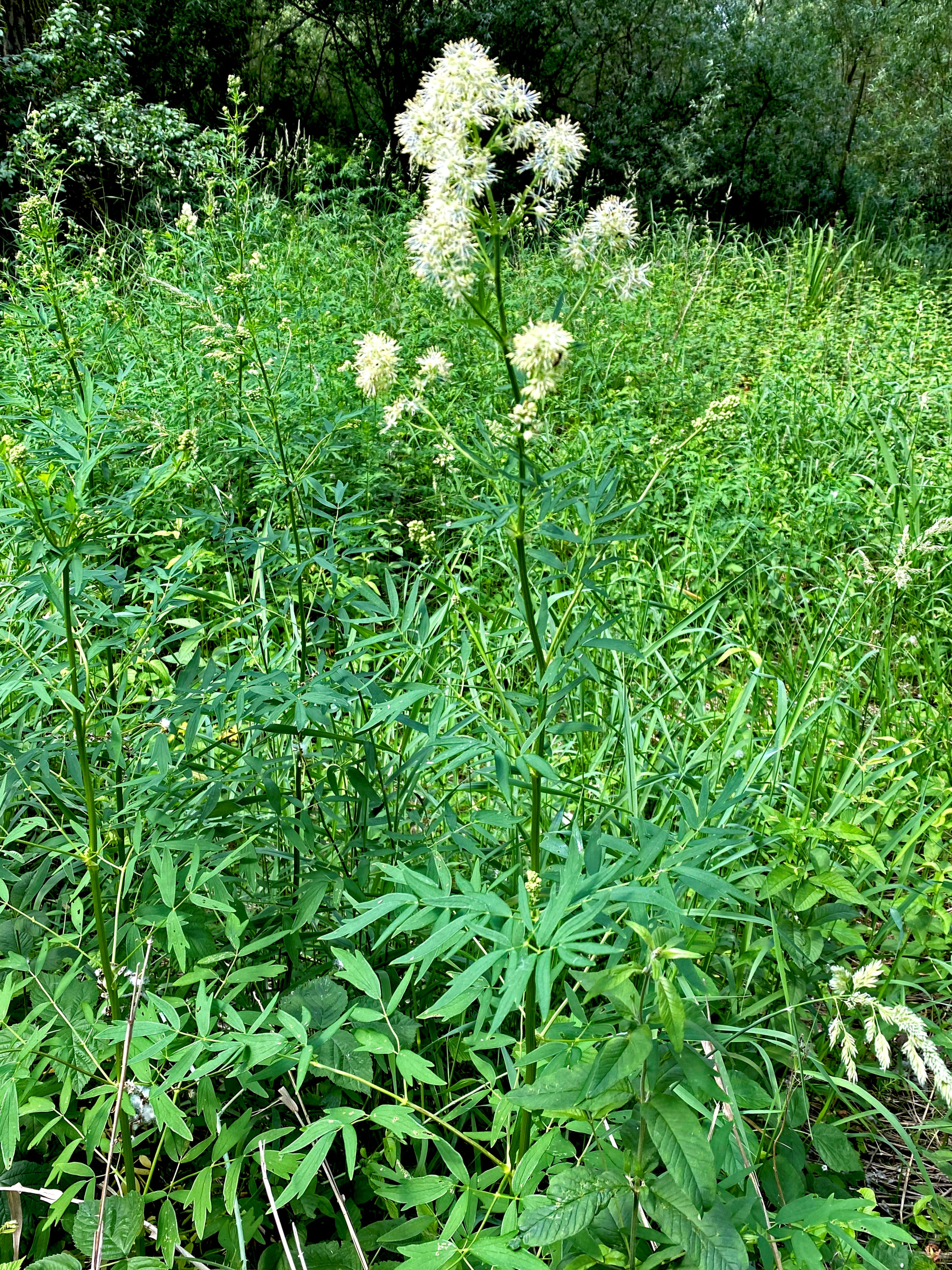
Die seltene Gelbe Wiesenraute – im NSG heimisch
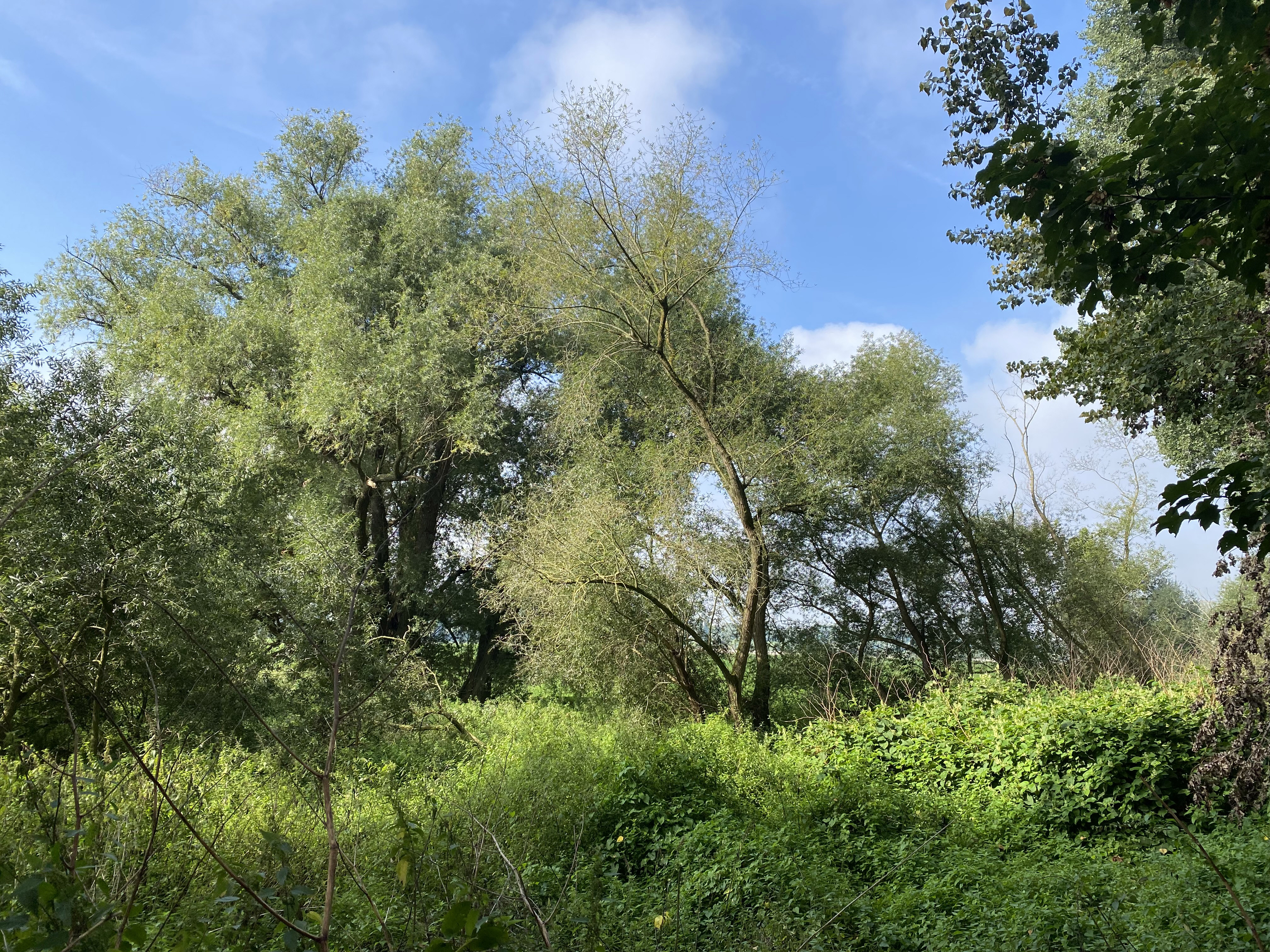
Dicht bewachsenes Zentrum des NSG
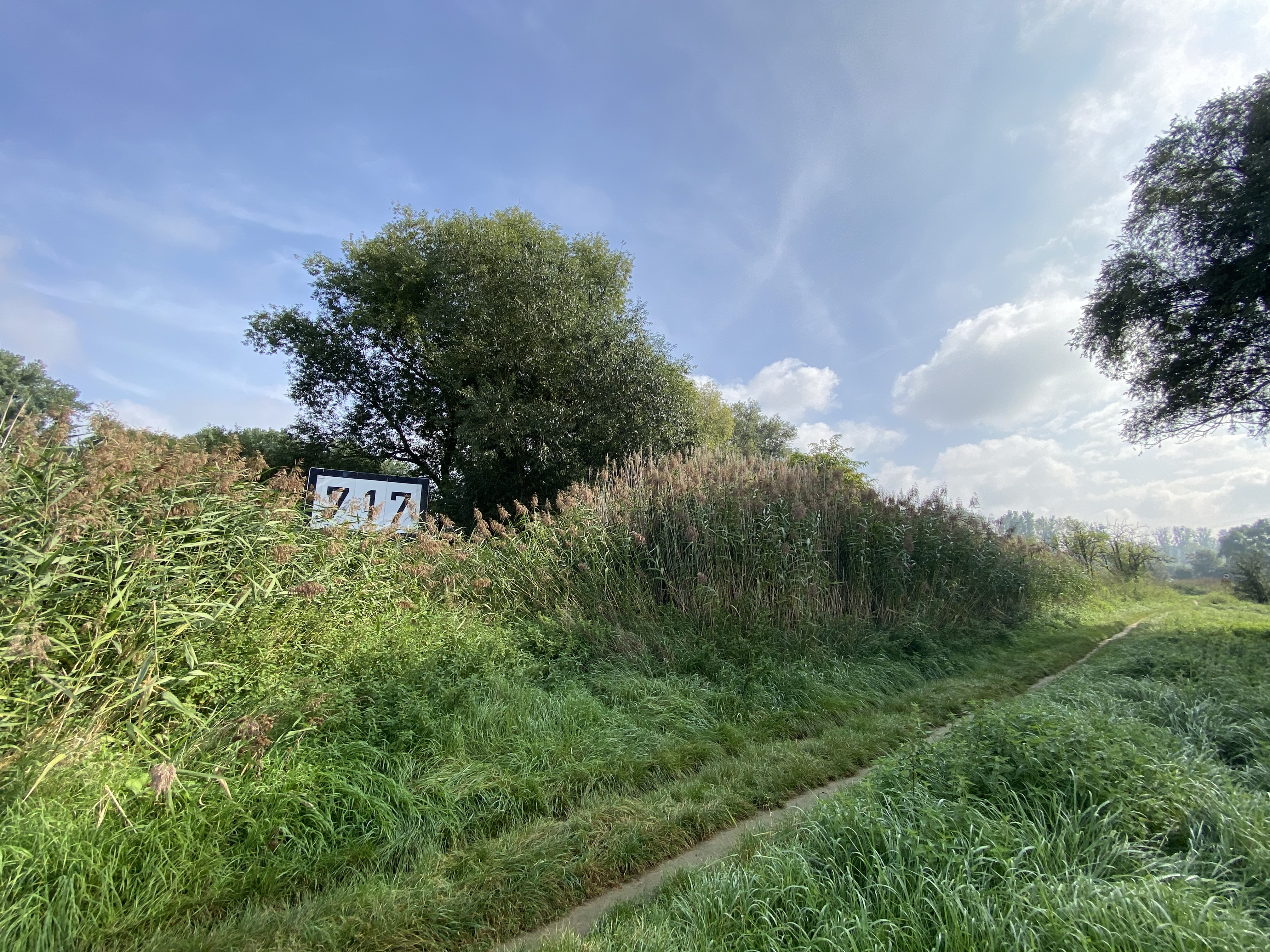
Mit Schilf umwachsenes Feuchtgebiet im Zentrum
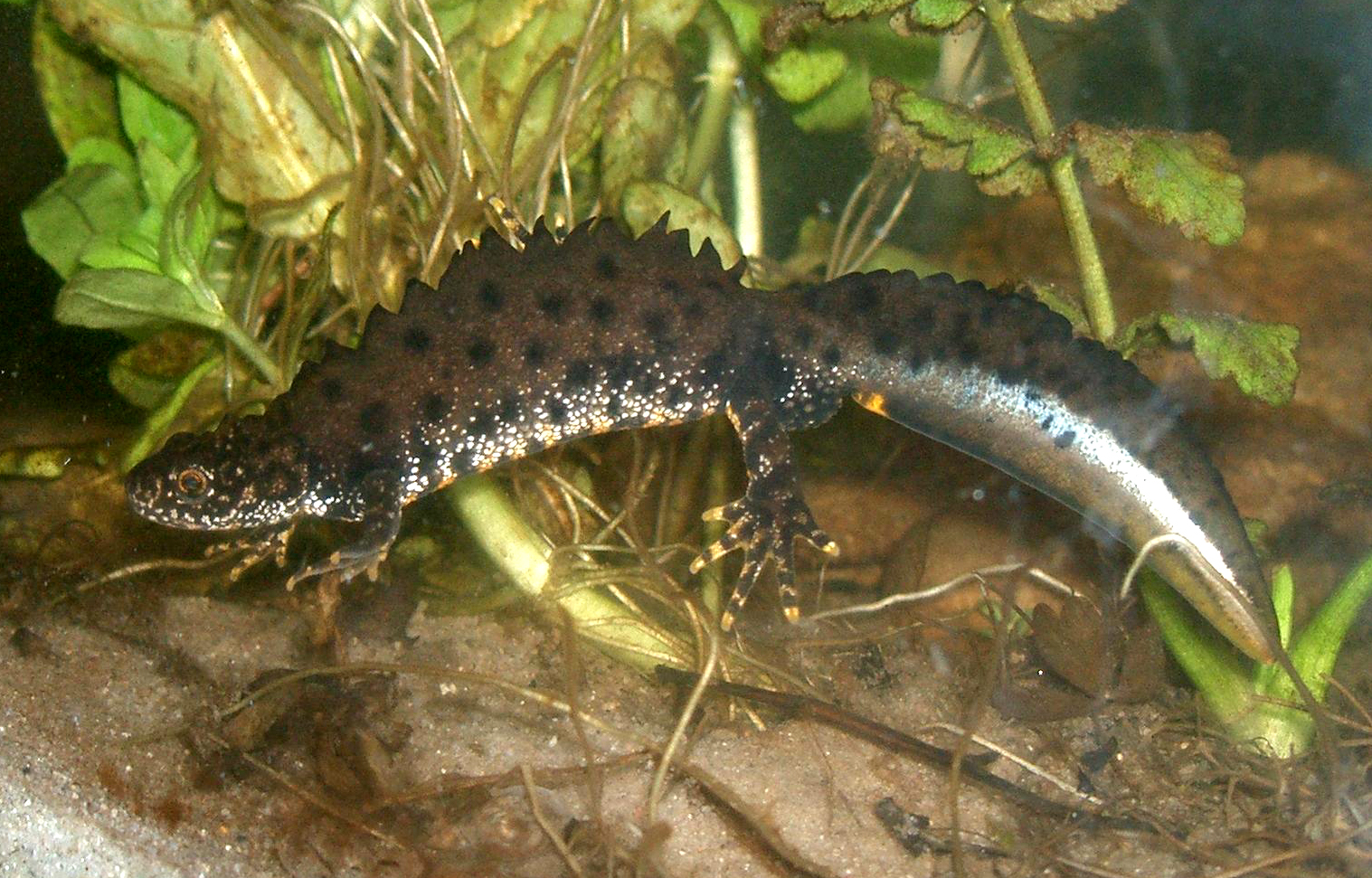
Der gefährdete Kammmolch
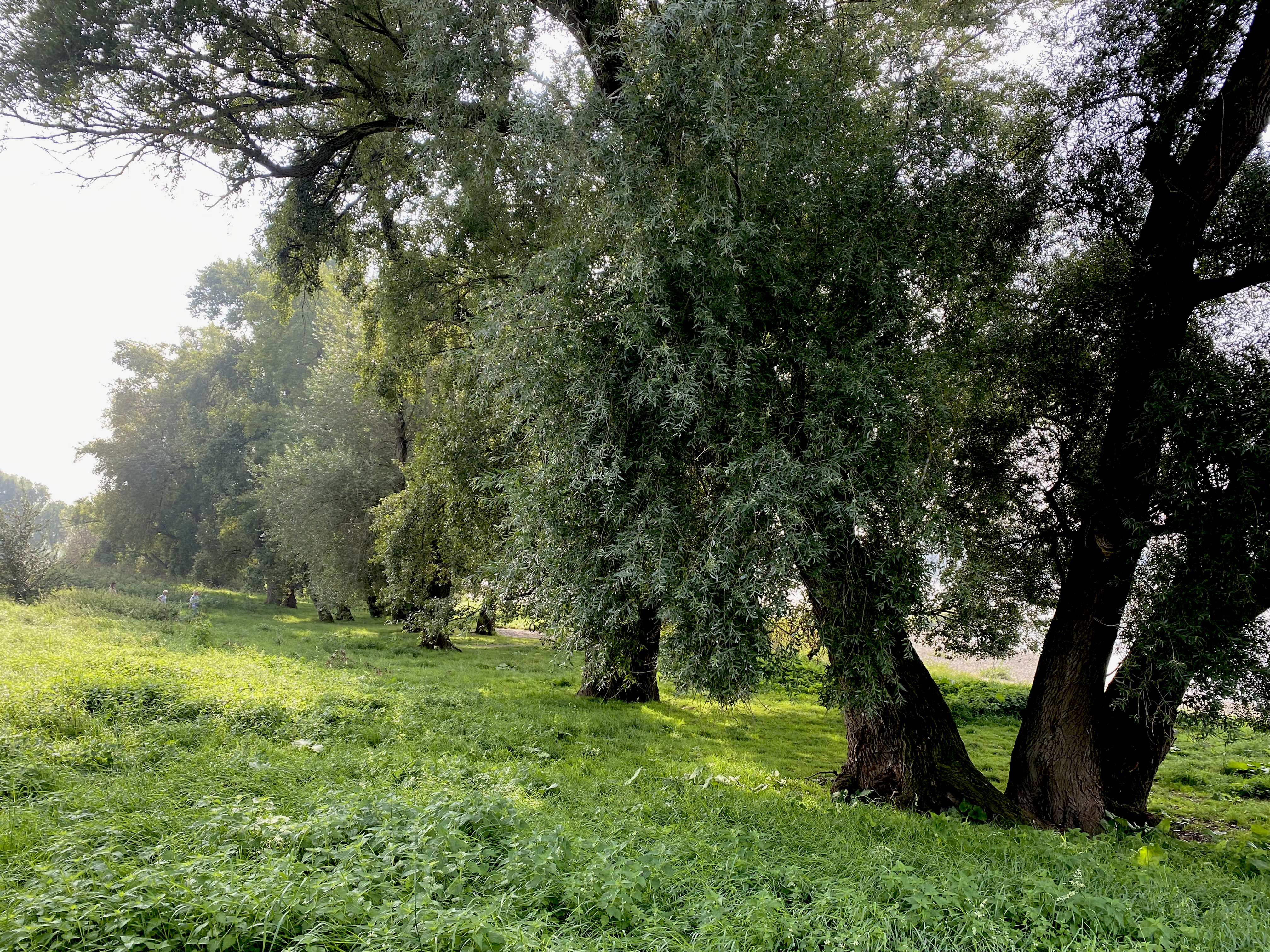
Alte Weiden säumen das Rheinufer
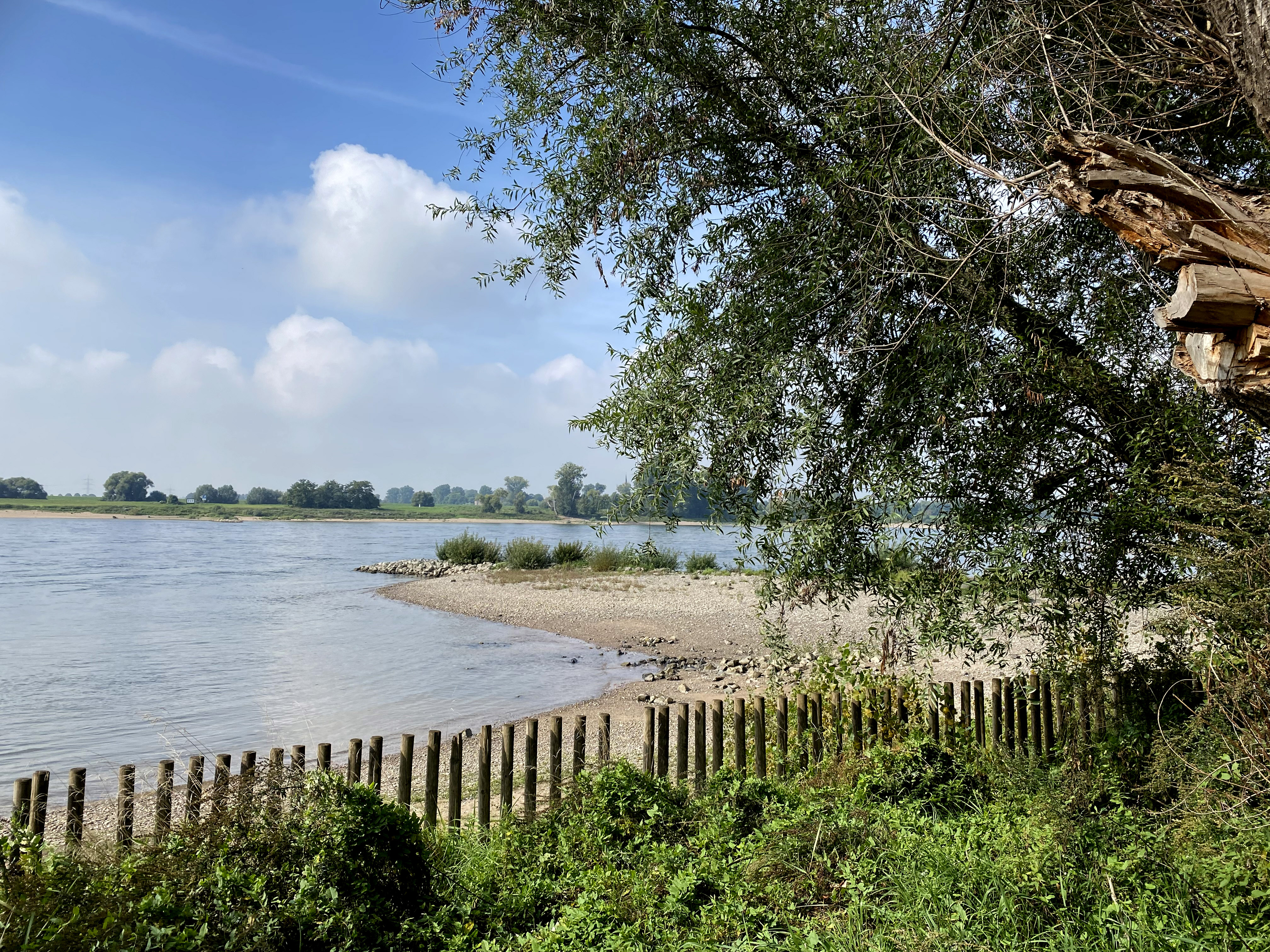
Rheinufer am südlichsten Punkt des NSG
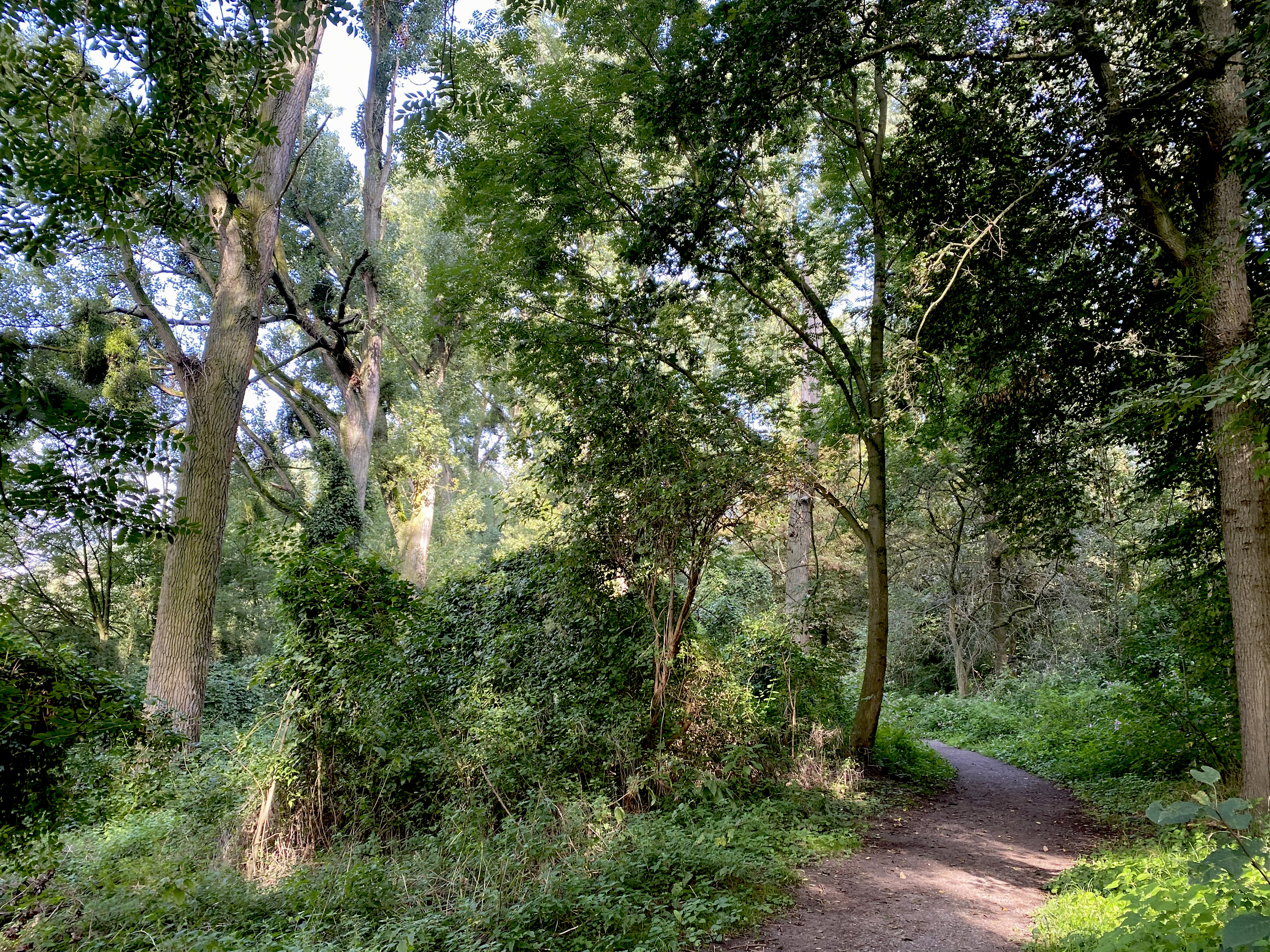
Wanderweg A6 am Ostrand des NSG
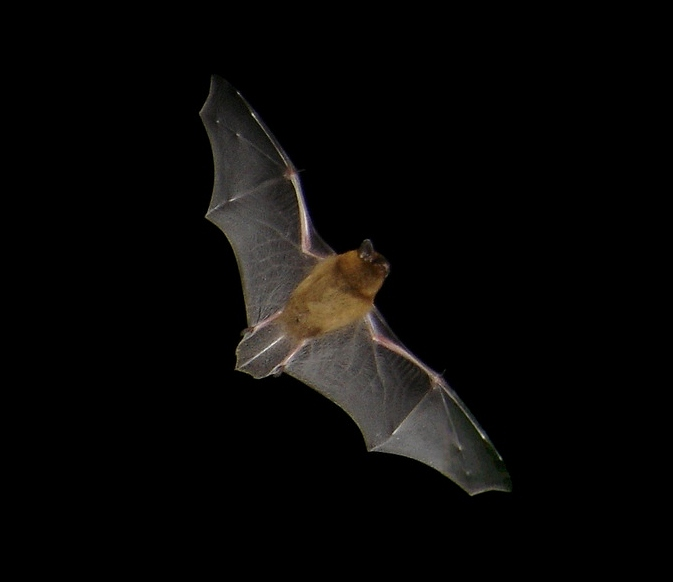
Zwergfledermaus
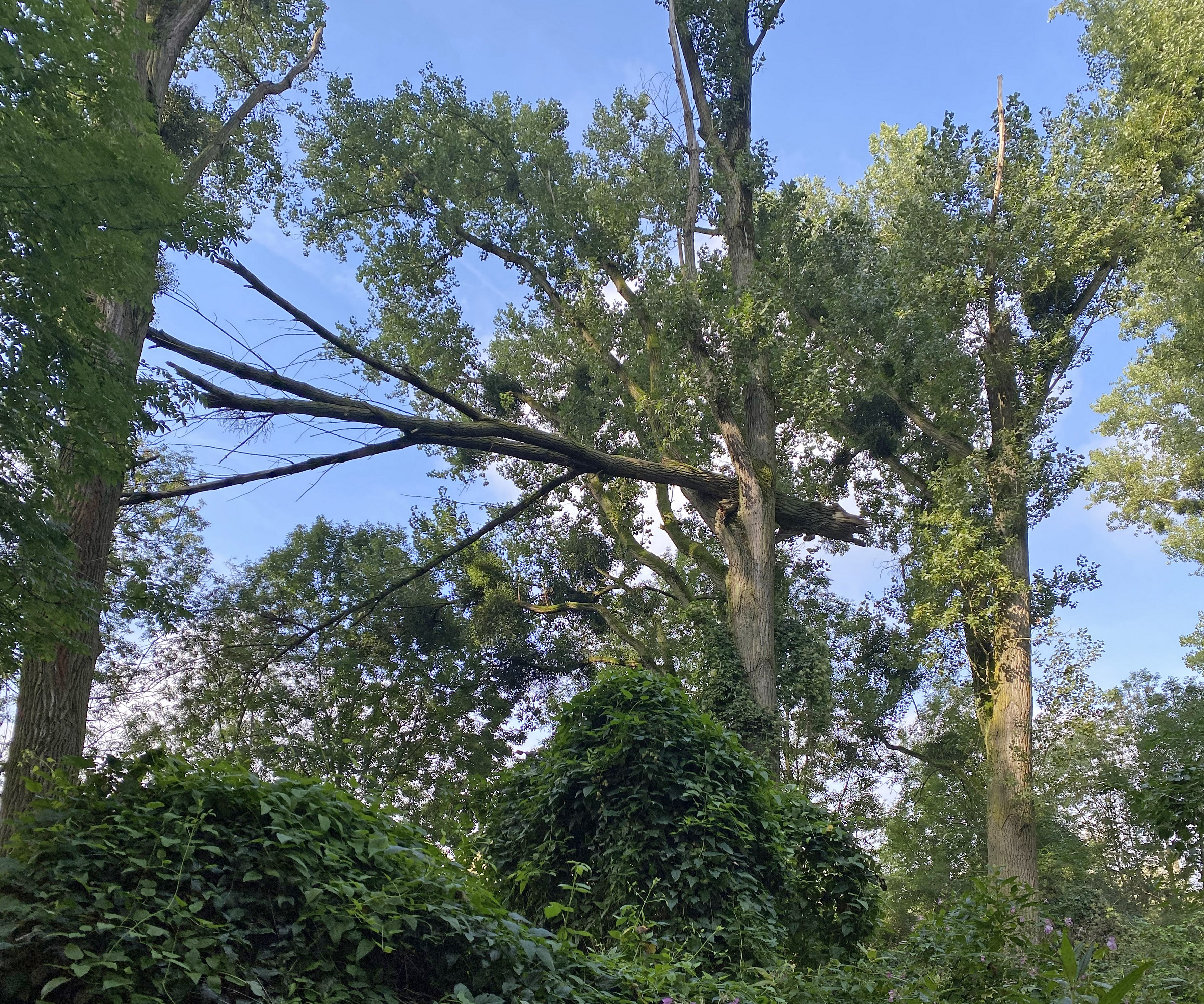
Pappel-/Erlenwald mit Totholz